# 瓦尔迪耶尔
瓦尔迪耶尔（法語：Vald'Yerre，法語發音：[valdjɛʁ]；2023年之前名为阿鲁新市镇 (Commune nouvelle d'Arrou)）是法国厄尔-卢瓦省的一个市镇，位于该省西南部，属于沙托丹区。

## 地名
该市镇自2017年1月1日成立时起至2022年12月31日曾名为“阿鲁新市镇”（Commune nouvelle d'Arrou，[kɔmyn nuvɛl daʁu]），曾与瑞贡莱拉克新市镇（Jugon-les-Lacs - Commune nouvelle）为法国唯二的名称中包含“新市镇”（Commune nouvelle）字样的市镇。2023年1月1日，该市镇更名为“瓦尔迪耶尔”（Vald'Yerre），“Vald'Yerre”即“Val d'Yerre”的连写，意为“耶尔河谷”。2024年，瑞贡莱拉克新市镇也更名回“瑞贡莱拉克”（Jugon-les-Lacs）。

## 历史
该市镇成立于2017年1月1日，由以下6个市镇合并而成：
- 阿鲁
- 布瓦加松（Boisgasson）
- 迪努瓦地区沙蒂永（Châtillon-en-Dunois）
- 库尔塔兰（Courtalain）
- 朗热
- 圣佩勒兰（Saint-Pellerin）

其中阿鲁为政府驻地。

## 地理
瓦尔迪耶尔（48°6'2"N, 1°7'23"E）面积145.3 平方千米，位于法国中央-卢瓦尔河谷大区厄尔-卢瓦省，该省份为法国北部内陆省份，北起顺时针与厄尔省、伊夫林省、埃松省、卢瓦雷省、卢瓦-谢尔省、萨尔特省和奧恩省接壤。
与瓦尔迪耶尔接壤的市镇（或旧市镇、城区）包括：沙佩勒鲁瓦亚勒、安韦尔、耶夫尔、戈奥里、洛格龙、圣但尼-拉讷赖、克卢瓦三河镇、埃格沃讷河畔吕昂、布夫里、德鲁埃、勒普瓦莱、勒戈迪佩尔什、拉巴佐什古埃。
瓦尔迪耶尔的时区为UTC+01:00、UTC+02:00（夏令时）。

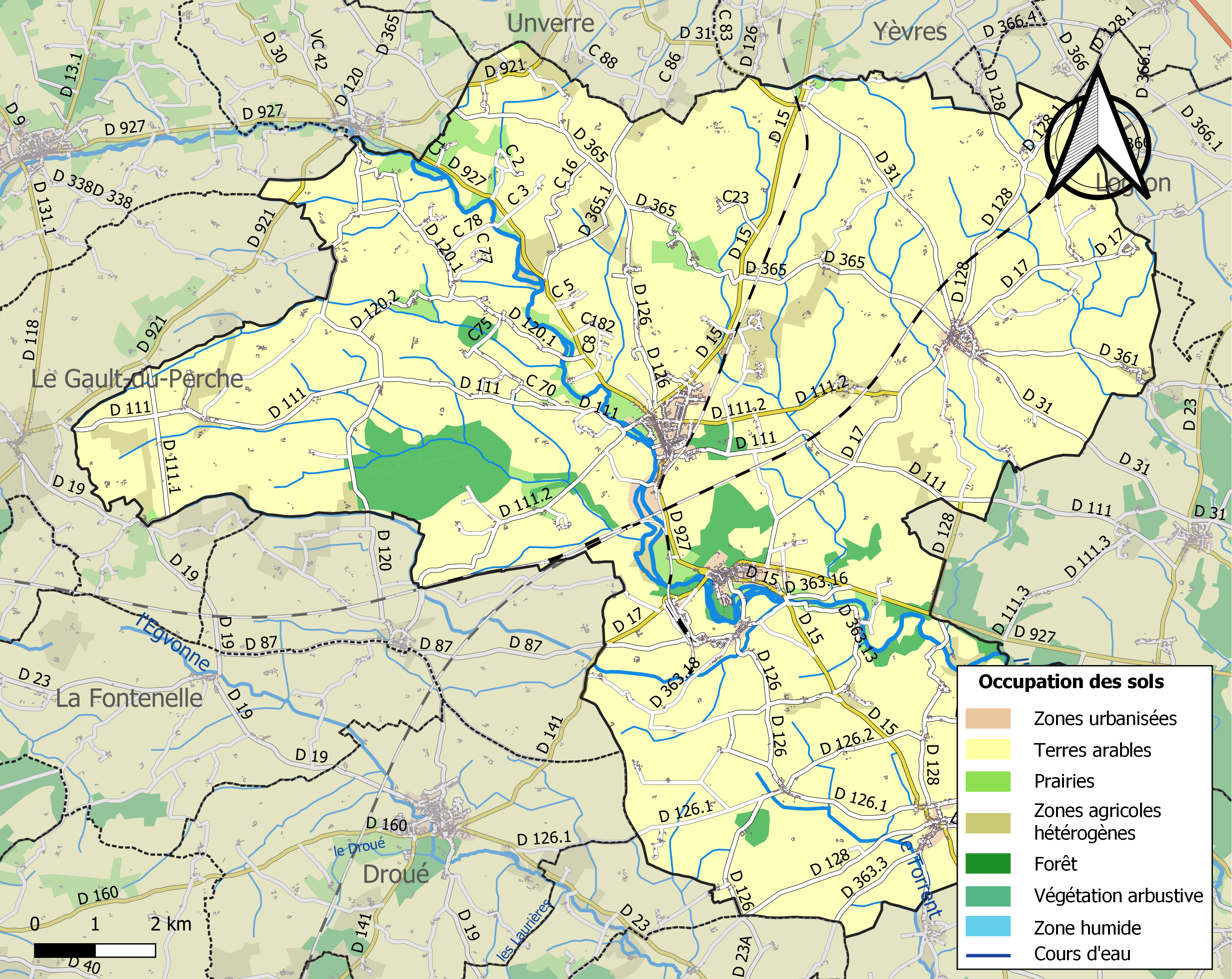
瓦尔迪耶尔的OSM定位图

## 行政
瓦尔迪耶尔的邮政编码为28290，INSEE市镇编码为28012。

## 政治
瓦尔迪耶尔所属的省级选区为布鲁县。

## 人口
瓦尔迪耶尔于2022年1月1日时的人口数量为3608人。